# 艾莉卡·波利多里
艾莉卡·波利多里（英語：Erika Polidori，1992年1月26日—）是一名出生於加拿大安大略省的壘球選手，司職外野手，目前效力於國家職業快速壘球聯盟加拿大狂野。她曾隨隊參加2020年夏季奧林匹克運動會壘球比賽，結果獲得銅牌。

## 外部連結
- 艾莉卡·波利多里的X（前Twitter）
- 艾莉卡·波利多里的Instagram帳戶